# Dashui, Hunan
Dashui (kinesiska: 大水, 大水乡) är en socken i Kina. Den ligger i provinsen Hunan, i den södra delen av landet, omkring 270 kilometer söder om provinshuvudstaden Changsha. Antalet invånare är 3985. Befolkningen består av 1 909 kvinnor och 2 076 män. Barn under 15 år utgör 17,0 %, vuxna 15-64 år 73 %, och äldre över 65 år 9,0 %.
Genomsnittlig årsnederbörd är 1 897 millimeter. Den regnigaste månaden är maj, med i genomsnitt 285 mm nederbörd, och den torraste är oktober, med 25 mm nederbörd.